# Alcide Blanchard
Pour les articles homonymes, voir Blanchard.
Alcide Blanchard est un homme politique français né le 10 janvier 1852 à Saint-Germain (Vienne) et décédé le 6 juin 1912 à Paris.
Agriculteur et négociant, il est maire de Saint-Germain, conseiller général du canton de Saint-Savin, président de la société d'agriculture de l'arrondissement de Montmorillon et vice-président de la chambre de commerce de Poitiers. Il est député de la Vienne de 1910 à 1912, inscrit au groupe de la Gauche démocratique.

## Sources
- « Alcide Blanchard », dans le Dictionnaire des parlementaires français (1889-1940), sous la direction de Jean Jolly, PUF, 1960 [détail de l’édition]